# Estação 18 de Marzo
A Estação 18 de Marzo é uma das estações do VLT de Guadalajara, situada em Guadalajara, entre a Estação Urdaneta e a Estação Isla Raza. Administrada pelo Sistema de Tren Eléctrico Urbano (SITEUR), faz parte da Linha 1.
Foi inaugurada em 1º de setembro de 1989. Localiza-se no cruzamento da Avenida Cólon com a Avenida 18 de Marzo. Atende os bairros Anexo 18 de Marzo e Fraccionamiento 18 de Marzo.